# ジヌよさらば〜かむろば村へ〜
『ジヌよさらば〜かむろば村へ〜』（ジヌよさらば かむろばむらへ）は、2015年4月4日公開された日本映画。監督：松尾スズキ、主演：松田龍平。小学館ビッグコミックで2007年 - 2008年に連載された、いがらしみきおの漫画『かむろば村へ』が原作。
銀行員でありながら金アレルギーになり、お金を一切使わない生活を目指して東北地方の寒村にやってきた主人公と、一筋縄ではいかない村人たちによるスラップスティック・コメディ。「ジヌ」とは東北弁で銭、金のことを指す。

## ストーリー
一見どこにでもいる若者の高見武晴（タケ）は、東京で銀行員として働く中でお金を「触れない、使えない、欲しくない」の三拍子が揃ったお金恐怖症になってしまった。1円も使わない生活を送ることを決意したタケは、東北の限界集落寸前の「かむろば村」に移住を決意する。
自給自足生活を夢みていたタケだが、現実はそんなに甘くはなく、様々なトラブルを起こす始末。しかし彼の憎めない天然さと無鉄砲さに、かむろば村の住人たちは呆れながらも放っておけずに手助けをし、なんとか奇跡的に「ジヌ＝銭」を使わない0円生活を送って行く。
しかし、かむろば村は普通の寒村ではなかった。村人たちは一癖も二癖もある人ばかり。神様まで現れ、不思議な現象に遭遇していく。迫りくる村長選挙…明らかに不審な男の登場、そしてタケは彼らの抱える過去を知り、知らず知らずのうちに騒動の渦中に巻き込まれていく。
現代社会の問題点を見つめながらファンタジーを交え、実写化にあたり原作に笑いを多く加えた喜劇として描くコメディ映画。

## キャスト
映画のキャラクターについて説明。原作とは一部変更されている。
高見武晴（タケ）
演 - 松田龍平
本作の主人公。東京で銀行員として働いていたが、お金恐怖症によるアレルギーで退社。1円も使わない生活を求め『かむろば村』にやってくるが、天然キャラで村人たちを騒動に巻き込んでいく。一見大人しそうだが余り我慢が利かず、自宅で青葉と2人きりになった隙に性行為をしようとしたり、亜希子の自転車のサドルで妄想するなど、欲望に対して正直で態度に出やすい。
天野与三郎
演 - 阿部サダヲ
『かむろば村』の村長で喫煙者。異常なまでに世話焼きで、村に引っ越してきたタケの面倒を見る。善人に見えるが、少し荒々しい部分がある。ある過去を持っている。
天野亜希子
演 - 松たか子
与三郎の美人妻。スーパーあまので働いている。村で唯一の常識人。
青葉
演 - 二階堂ふみ
高校3年生で美少女。村では珍しい若者。東京に憧れていて青木と組みタケの預金を狙う。高見に性行為を迫られるが拒絶する。
なかぬっさん
演 - 西田敏行
いたるところで写真を撮る老人。自他ともに「かむろば村」の神様と名乗っている。不思議な力を持っている。
いそ子
演 - 片桐はいり
スーパーあまので働くパート従業員。ハーレーダビッドソンのオートバイを乗りこなす。
奈津
演 - 中村優子
なかぬっさんの娘。伊佐旅館の女将で、1人の子持ち。
佐藤伊吉
演 - 村杉蝉之介
かむろば村の助役。スーツにクロックスを履いている。青砥から村長選挙に出ないかと声をかけられる。
佐藤トキ
演 - 伊勢志摩
伊吉の妻。役場で働いている。伊吉との喧嘩が絶えない。
勝男
演 - オクイシュージ
伊佐旅館の板前。頬の左右に大きな切り傷がある。
みよんつぁん
演 - モロ師岡
タケの田んぼの所有者。何も知らないタケに農業を教える。喫煙者。
青木
演 - 荒川良々
猫になりたがっているヤクザで喫煙者。美人局をしている。原作での後藤の設定も引き継いでいる。
青砥
演 - 皆川猿時
隣の青石町の町会議員。かむろば村との合併を狙い、伊吉に村長選挙に立候補するようそそのかす。奈津を自分のものにしようと狙っている。
多治見
演 - 松尾スズキ
与三郎の過去を知る不気味なヤクザで喫煙者。
進
演 - 田中仁人
奈津の息子でなかぬっさんの孫にあたる。与三郎と瓜二つ。
看護師
演 - 宍戸美和公
刑事
演 - 近藤公園
刑事
演 - 顔田顔彦
村の老人
演 - 堀田眞三
役名なし
演 - 三谷幸喜（特別出演）

## 製作
メインロケ地は福島県柳津町。2014年5月7日にクランクインし、約1か月のロケを経て、6月4日に都内でクランクアップ。奥会津全面協力で撮影される他、観光企画「ふくしまデスティネーションキャンペーン」期間中に上映が予定されており、ロケ地をPRする宣伝ポスターなども制作される予定。
共演は何度もあったものの、松尾スズキと松田龍平が監督と俳優としてタッグを組むのは、松田主演の映画『恋の門』以来10年ぶり。

### スタッフ
- 監督・脚本：松尾スズキ
- 原作：小学館『かむろば村へ』いがらしみきお
- 主題歌：OKAMOTO'S「ZEROMAN」（作詞：オカモトショウ、松尾スズキ、作曲：オカモトコウキ、編曲：OKAMOTO'S、佐橋佳幸）
- 音楽：佐橋佳幸
- 撮影：月永雄太
- 照明：宮尾康史
- 録音：古谷正志
- 編集：上野聡一
- 美術：岩本浩典
- 装飾：大藤邦康
- VFXスーパーバイザー：藤原源人
- ヘアメイク：橋本伸二
- スタイリスト：荒木里江
- 助監督：副島宏司
- 制作担当：坪内一
- ライン・プロデューサー：古賀奏一郎
- エグゼクティブ・プロデューサー：坂本雅司
- プロデューサー：武部由実子、中田由佳里
- 製作代表：木下直哉、奥村健、長坂まき子、都築伸一郎
- 助成：文化庁文化芸術振興費補助金
- 企画製作：キノフィルムズ、グリオ
- 制作：シネグリーオ
- 配給：キノフィルムズ
- 製作：『ジヌよさらば〜かむろば村へ〜』製作委員会（木下グループ、グリオ、大人計画、小学館）